# Online Film Critics Society Awards/Bester fremdsprachiger Film
Der OFCSA für den besten fremdsprachigen bzw. nicht-englischsprachigen Film wird seit 1997 jedes Jahr verliehen. 

## Gewinner und Nominierte
Alle Nominierten eines Jahres sind angeführt, der Sieger steht jeweils zu oberst.

### 1997 bis 2009
1997
Shall We Dance
Das Versprechen (La Promesse)
Ponette
1998
Das Leben ist schön (La Vita è bella)
Das Fest (Festen)
Central Station (Central do Brasil)
1999
Lola rennt
Alles über meine Mutter (Todo sobre mi madre)
Liebe das Leben (La vie rêvée des anges)
Die rote Violine (Le violon rouge)
Xiu Xiu: The Sent Down Girl (Xiu Xiu he ta de nan ren)
2000
Tiger and Dragon (Crouching Tiger, Hidden Dragon)
Die Farben des Paradieses (Rang-e khoda)
Die Frau auf der Brücke (La Fille sur le pont)
Shower
Yi Yi (A One and a Two)
2001
Die fabelhafte Welt der Amélie (Le Fabuleux Destin d'Amelie Poulain)
Meine Schwester (À ma sœur!)
In the Mood for Love
No Man’s Land (Ničija zemlja)
Harry meint es gut mit dir (Harry, un ami qui vous veut du bien)
2002
Y Tu Mamá También – Lust for Life
Atanarjuat – Die Legende vom schnellen Läufer (Atanarjuat – The Fast Runner)
Monsoon Wedding
Chihiros Reise ins Zauberland
Sprich mit ihr (Hable con ella)
2003
City of God
Die Invasion der Barbaren (Les Invasions barbares)
Irreversible
Der Mann ohne Vergangenheit (Mies vailla menneisyyttä)
Das große Rennen von Belleville (Les Triplettes de Belleville)
2004
Hero
House of Flying Daggers
Maria voll der Gnade (Maria Full of Grace)
Die Reise des jungen Che (Diarios de motocicleta)
Mathilde – Eine große Liebe
2005
Der Untergang
Caché
Kung Fu Hustle
Oldboy
2046
2006
Pans Labyrinth
Der Tod des Herrn Lazarescu (Moartea domnului Lăzărescu)
L'Enfant
Volver – Zurückkehren
Water
2007
Schmetterling und Taucherglocke (Le scaphandre et le papillon)
The Host (Gwoemul)
La vie en rose
Das Leben der Anderen
El Orfanato
2008
So finster die Nacht (Låt den rätte komma in)
Ein Weihnachtsmärchen (Un conte de Noël)
Die Fälscher
So viele Jahre liebe ich dich (Il y a longtemps que je t’aime)
Waltz with Bashir
2009
Das weiße Band – Eine deutsche Kindergeschichte
Ende eines Sommers (L'heure d'été)
Politist, Adjectiv
Stellet Licht
Zerrissene Umarmungen (Los abrazos rotos)

### 2010 bis 2019
2010
Mother – Bong Joon-ho
Carlos – Der Schakal – Olivier Assayas
Dogtooth – Giorgos Lanthimos
Ein Prophet (Un prophète) – Jacques Audiard
Verblendung (Män som hatar kvinnor) – Niels Arden Oplev
2011
Nader und Simin – Eine Trennung – Asghar Farhadi
13 Assassins – Takashi Miike
Die Haut, in der ich wohne (La piel que habito) – Pedro Almodóvar
Die Liebesfälscher (Copie conforme) – Abbas Kiarostami
Uncle Boonmee erinnert sich an seine früheren Leben – Apichatpong Weerasethakul
2012
Holy Motors – Leos Carax
Liebe (Amour) – Michael Haneke
Der Geschmack von Rost und Knochen (De rouille et d’os) – Jacques Audiard
Dies ist kein Film (This Is Not a Film) – Jafar Panahi/Mojtaba Mirtahmasb
Das Turiner Pferd (A Torinói ló) – Béla Tarr
2013
Blau ist eine warme Farbe (La vie d’Adèle) – Abdellatif Kechiche
Drug War (Du zhan) – Johnnie To
Museum Hours – Jem Cohen
Das Mädchen Wadjda (Wadjda) – Haifaa Al Mansour
Wie der Wind sich hebt (Kaze Tachinu) – Hayao Miyazaki
2014
Zwei Tage, eine Nacht (Deux jours, une nuit) – Jean-Pierre und Luc Dardenne
Ida – Paweł Pawlikowski
Das fehlende Bild (L’image manquante) – Rithy Panh
Mommy – Xavier Dolan
Die Legende der Prinzessin Kaguya (Kaguya-hime no Monogatari) – Isao Takahata
2015
The Assassin (Nie yin niang) – Hou Hsiao-Hsien
Ich seh Ich seh – Veronika Franz und Severin Fiala
Mustang – Deniz Gamze Ergüven
Phoenix – Christian Petzold
Son of Saul (Saul fia) – László Nemes Jeles
2016
Die Taschendiebin (The Handmaiden / Agassi) – Park Chan-wook
Elle – Paul Verhoeven
Neruda – Pablo Larraín
The Salesman – Asghar Farhadi
Toni Erdmann – Maren Ade
2017
120 BPM (120 battements par minute) – Robin Campillo
Nocturama – Bertrand Bonello
Raw (Grave) – Julia Ducournau
Thelma – Joachim Trier
The Square – Ruben Östlund
2018
Roma – Alfonso Cuarón
Burning – Lee Chang-dong
Cold War – Der Breitengrad der Liebe (Zimna wojna) – Paweł Pawlikowski
Shoplifters – Familienbande (Manbiki kazoku) – Hirokazu Koreeda
Zama – Lucrecia Martel
2019
Parasite (기생충 / Gisaengchung) – Bong Joon-ho
Atlantique – Mati Diop
Leid und Herrlichkeit (Dolor y gloria) – Pedro Almodóvar
Monos – Zwischen Himmel und Hölle (Monos) – Alexis Dos Santos, Alejandro Landes
Porträt einer jungen Frau in Flammen (Portrait de la jeune fille en feu) – Céline Sciamma

### Ab 2020
2020
Minari – Wo wir Wurzeln schlagen (Minari), Vereinigte Staaten – Regie: Lee Isaac Chung
Bacurau, Brasilien – Regie: Kleber Mendonça Filho
Kollektiv – Korruption tötet (Colectiv), Rumänien – Regie: Alexander Nanau
La Llorona, Guatemala – Regie: Jayro Bustamante
Der Rausch (Druk), Dänemark – Regie: Thomas Vinterberg
2021
Drive My Car (Doraibu mai kā), Japan – Regie: Ryūsuke Hamaguchi
Flee, Dänemark – Regie: Jonas Poher Rasmussen
A Hero – Die verlorene Ehre des Herrn Soltani (Ghahreman), Iran – Regie: Asghar Farhadi
Der schlimmste Mensch der Welt (Verdens verste menneske), Norwegen – Regie: Joachim Trier
Titane, Frankreich – Regie: Julia Ducournau
2022
Die Frau im Nebel (Haeojil gyeolsim), Südkorea – Regie: Park Chan-wook
EO, Polen – Regie: Jerzy Skolimowski
Im Westen nichts Neues, Deutschland – Regie: Edward Berger
No Bears (Khers nist), Iran – Regie: Jafar Panahi
RRR, Indien – Regie: S. S. Rajamouli
2023
Anatomie eines Falls (Anatomie d’une chute), Frankreich – Regie: Justine Triet
Fallende Blätter (Kuolleet lehdet), Finnland – Regie: Aki Kaurismäki
Godzilla Minus One (japanisch ゴジラ-1.0 Gojira Mainasu Wan), Japan – Takashi Yamazaki
Perfect Days, Japan – Regie: Wim Wenders
The Zone of Interest, USA/Vereinigtes Königreich/Polen – Regie: Jonathan Glazer
2024
All We Imagine as Light, Frankreich/Indien/Luxemburg/Niederlande – Regie: Payal Kapadia
Emilia Pérez, Frankreich – Regie: Jacques Audiard
Flow, Lettland – Regie: Gints Zilbalodis
Für immer hier (Ainda Estou Aqui / I’m Still Here), Brasilien – Regie: Walter Salles
Die Saat des heiligen Feigenbaums (دانه‌ی انجیر معابد The Seed of the Sacred Fig), Deutschland/Frankreich/Iran – Regie: Mohammad Rasulof